# Lord-Howe-Purpurhuhn
Das Lord-Howe-Purpurhuhn (Porphyrio albus) ist eine ausgestorbene, flugunfähige Ralle, die auf der australischen Lord-Howe-Insel endemisch war.

## Aussehen
Es ähnelte dem Purpurhuhn (Porphyrio porphyrio) abgesehen von seiner weißen oder weißblauen Farbe und den roten Augen und Beinen sehr. Es soll laut Keith Alfred Hindwood auch völlig blaue Vögel gegeben haben. Die Kopfoberseite war rot. Beine und Füße waren kräftiger ausgebildet, die Zehen kürzer während der Schnabel kleiner war. Die Flügel waren kürzer, die Flugfedern kleiner und weicher als beim Purpurhuhn (Porphyrio porphyrio).

## Aussterben
Der Vogel wurde durch zwei Bälge, einige subfossile Knochen und diverse Gemälde bekannt. Er hatte keine Scheu vor Menschen. Obwohl der Vogel, als die Insel 1790 entdeckt wurde, nicht selten war, wurde die Art innerhalb von kürzester Zeit durch die Jagd durch Matrosen von Segel- und Walfangschiffen ausgerottet. Ratten und Katzen wurden auf der Insel erst wesentlich später eingeschleppt. Das Lord-Howe-Purpurhuhn war wahrscheinlich schon 1834 bei der Besiedlung der Lord-Howe-Insel vollständig ausgestorben.